# Eleutherodactylus tonyi
Eleutherodactylus tonyi är en groddjursart som beskrevs av Estrada och Hedges 1997. Eleutherodactylus tonyi ingår i släktet Eleutherodactylus och familjen Eleutherodactylidae. IUCN kategoriserar arten globalt som akut hotad. Inga underarter finns listade i Catalogue of Life.